# Acalypha flaccida
Acalypha flaccida är en törelväxtart som beskrevs av Joseph Dalton Hooker. Acalypha flaccida ingår i släktet akalyfor, och familjen törelväxter. Inga underarter finns listade i Catalogue of Life.